# Dipturus diehli
Dipturus diehli är en rockeart som beskrevs av Soto och Mincarone 200. Dipturus diehli ingår i släktet Dipturus och familjen egentliga rockor. Inga underarter finns listade i Catalogue of Life.